# لويالتون (كاليفورنيا)
لويالتون (بالإنجليزية: Loyalton )‏ هي إحدى مدن مقاطعة سيررا، كاليفورنيا. تم إعطاءها لقب مدينة في 21 أغسطس، 1901.